# Fearless Frank
Fearless Frank (Brasil: O Destemido Frank / Portugal: Corajoso Frank) é um filme de 1967 do gênero comédia, dirigido, escrito e produzido por Philip Kaufman e estrelado por Jon Voight, que faz sua estreia como protagonista em um filme.

## Elenco
- Jon Voight ... Fearless Frank
- Monique van Vooren ... Plethora
- Severn Darden ... Doutor / Claude
- Joan Darling ... Lois
- Lou Gilbert ... Boss
- Ben Carruthers ... The Cat